# Karl Ferdinand Müller
Karl Ferdinand Müller (* 21. Februar 1911 in Stettin; † 26. August 1974 in Vence) war ein deutscher lutherischer Theologe und Musikwissenschaftler.

## Leben
Müller studierte Theologie und Musikwissenschaften in Tübingen, Berlin, Erlangen und Greifswald. Als Vikar der Bekennenden Kirche war er zeitweilig Mitglied des von Dietrich Bonhoeffer geleiteten Predigerseminars in Finkenwalde. 1952 promovierte er zum D. theol. mit der Dissertation Die Neuordnung des Gottesdienstes in Theologie und Kirche, in der er sich mit Karl Barth auf der einen und Wilhelm Stählin auf der anderen Seite auseinandersetzte. Er wurde auch Mitglied der Michaelsbruderschaft, die sein Denken zu Beginn seines Wirkens stark bestimmte.
Von 1937 bis 1945 amtierte er als Pfarrer in Karnitz (Pommern). Nach dem Zweiten Weltkrieg wurde Müller Pastor in Bad Schwartau und bekam 1946 einen Lehrauftrag für Hymnologie und Liturgik an der kirchenmusikalischen Abteilung der schleswig-holsteinischen Musikakademie in Lübeck, deren Leitung er später übernahm. 1955 wurde er Direktor der Kirchenmusikschule in Hannover und nach deren Auflösung (1972) einer der Leiter der landeskirchlichen Arbeitsstelle für Gottesdienst und Kirchenmusik. Im gleichen Jahr, in dem er Direktor in Hannover wurde begründete er mit Christhard Mahrenholz und Konrad Ameln das Jahrbuch für Liturgik und Hymnologie, in dem er vor allem die jährlichen Literaturberichte zur Liturgik schrieb. Seit 1967 hatte er außerdem einen Lehrauftrag an der kirchenmusikalischen Abteilung der Hochschule für Musik und Theater in Hannover.
Bis 1963 gehörte er der Theologischen Kommission des Lutherischen Weltbundes an, bis 1970 war er Mitglied der Kommission für Gottesdienst und geistliches Leben. Müller war zudem Mitglied der Lutherischen Liturgischen Konferenz. Er veröffentlichte zahlreiche Arbeiten aus den Bereichen Kirchenmusik, Liturgie und Gottesdienstreform.

## Werke
- Der Kantor. Sein Amt und seine Dienste. Gütersloh 1964.

### Als Herausgeber
- mit Walter Blankenburg: Leiturgia. Handbuch des evangelischen Gottesdienstes, 5 Bde., Kassel 1954ff.
- mit Konrad Ameln und Christhard Mahrenholz: Jahrbuch für Liturgik und Hymnologie, Kassel 1955ff.
- Christhard Mahrenholz: Musicologica et Liturgica. Gesammelte Aufsätze, Kassel 1960.
- Gottesdienst in einem säkularisierten Zeitalter, Kassel 1971.